# Clube Atlético Paranaibense
Clube Atlético Paranaibense é um clube brasileiro de futebol com sede na cidade de Paranaíba, no estado de Mato Grosso do Sul.

## História
O clube foi fundado em 7 de setembro de 1986. Em 2006, foi vice-campeão do Campeonato Sul-Mato-Grossense - Série B, perdendo a final para o Corumbaense Futebol Clube, de Corumbá.

## Estádio
O Clube Atlético Paranaibense manda seus jogos no Estádio Jaime Queiroz de Carvalho, apelidado de Jaimão Paraíba. O estádio tem capacidade máxima para 5.000 pessoas.

## Campanhas de destaque

### Estaduais
- Vice-Campeonato Sul-Matogrossense da Segunda Divisão: 2006.